# Нотович, Осип Константинович
Осип Константинович Нотович (1849, Таганрог — 1914, Париж) — русский журналист, издатель, редактор.

## Биография
Родился в 1849 году в Таганроге, сын керченского раввина.
В 1868 году окончил с серебряной медалью Таганрогскую классическую мужскую гимназию. Затем окончил юридический факультет Санкт-Петербургского университета. Ещё студентом сотрудничал в газетах.
В 1873—1874 годах был издателем и фактическим редактором газеты «Новое Время», в которой, после перехода её к К. В. Трубникову, писал передовые статьи по вопросам внутренней жизни и вёл провинциальный фельетон.
В 1876 году приобрёл у типографа Мордуховского небольшую газету «Новости», которую объединил с «Биржевой газетой» и новое издание — «Новости и Биржевая газета») — постепенно превратил в большой политический орган. После закрытия в 1883 году «Голоса»  её читатели обратились к новому изданию, газете Нотовича. 
Из статей, частью написанных Осипом Константиновичем Нотовичем, частью, по его программам, Матвеем Леонтьевичем Песковским, составилась книга «Основы реформ», вызвавшая сочувственный отзыв К. Д. Кавелина.
Один из вопросов российской государственной жизни Осип Константинович рассматривал в «Историческом очерке русского законодательства о печати» (СПб., 1873 и 1893).
В конце 1880-х годов он издал (первоначально под псевдонимом маркиз О’Квич) несколько философско-эстетических рассуждений:
- «Немножко философии» (с 1886 г. 6 издание),
- «Еще немножко философии» (с 1886 г. 6 издание),
- «Любовь и Красота» (с 1888 г. 7 издание),

— вышедших также в немецком и французском переводах. Написанные в легкой, французской манере эти книжки были сурово встречены русской критикой, которая усмотрела в них приноровление к мировоззрению толпы; критика иностранная, в особенности итальянская (Ломброзо, Мантегацца), отнеслась к ним более благосклонно.
В 1874 году им было издано популярное изложение «Истории цивилизации в Англии» Бокля. 2-е изд. этой книжки, выпущенное в начале 90-х годов, имело большой успех и много переиздавалось.
Он написал также ряд драматических произведений:
- «Брак и развод» (также «Переходное время»),
- «Темное дело»,
- «Дочь»,
- «Без выхода»,
- «Сюрприз»,
- «Отверженный» (сюжет взят из «Les misérables» Виктора Гюго).

Часть этих пьес представлена на Императорских сценах в Петербурге и Москве.
В 1904 году Нотович, не разобравшись в политической ситуации, напечатал в своей газете «Манифест Совета рабочих депутатов» и был вынужден, избегая ареста и суда, эмигрировать. Умер в Париже 28 февраля 1914 года, от рака желудка.